# +'Justments
+'Justments (da pronunciare come add justments) è il terzo album in studio del cantautore statunitense Bill Withers, pubblicato nel 1974.

## Tracce
Testi e musiche di Bill Withers, eccetto dove indicato.
1. You – 5:18
2. The Same Love That Made Me Laugh – 3:23
3. Stories – 2:42
4. Green Grass – 3:08
5. Ruby Lee (Melvin Dunlap, Bill Withers) – 3:16
6. Heartbreak Road – 3:06
7. Can We Pretend (Denise Nicholas) – 3:47
8. Liza – 3:02
9. Make a Smile for Me – 3:14
10. Railroad Man (Melvin Dunlap, Bill Withers) – 6:24

## Formazione
- Bill Withers – voce, cori, chitarra (2, 9), piano acustico (4), piano elettrico (5, 6, 9)
- Benorce Blackmon – chitarra (1)
- José Feliciano – chitarra (7), congas (10)
- Ray Jackson – piano elettrico (1, 2)
- John Barnes – piano acustico (1, 3), piano elettrico (4)
- John Myles – piano elettrico (7, 8, 10), clavinet (10), arrangiamento archi
- Melvin Dunlap – basso (1, 2, 4-7, 9, 10)
- James Gadson – batteria (1, 2, 4-7, 9, 10)
- Chip Steen – congas (5, 10)
- Dorothy Ashby – arpa (2-4, 7)